# The Legend of Zelda
The Legend of Zelda (japanisch ゼルダの伝説, Zeruda no Densetsu, wörtlich „Die Legende von Zelda“), kurz als Zelda bezeichnet, ist eine Videospiel-Serie des japanischen Konzerns Nintendo. Die Spielreihe ist eine Fortsetzung des Spiels The Legend of Zelda von 1986, in der 20 Spiele in der Hauptreihe sowie einige Ableger erschienen sind. Der Spieldesigner Shigeru Miyamoto gilt als Schöpfer der Serie, der bis Skyward Sword die Rolle des Produzenten bei der Entwicklung der Spiele wahrnahm. Die Spiele der Hauptreihe wurden nahezu alle von seiner Abteilung Nintendo Entertainment Analysis & Development entwickelt. Capcom und sein Tochterunternehmen Flagship, sowie Vanpool und Grezzo haben sowohl eigene Spiele als auch Überarbeitungen früherer Spiele zur Serie beigesteuert, welches zu Nintendos wichtigsten Franchises gehört.
Die zentrale Rolle in den Spielen besitzt der Protagonist Link als spielbarer Charakter, sowie Zelda, die Prinzessin des Königreichs Hyrule und Ganon, beziehungsweise seine menschliche Erscheinungsform Ganondorf, als Antagonist in den meisten Spielen. Das Triforce, ein dreigeteiltes, göttliches Artefakt unendlicher Macht, welches Mut, Kraft und Weisheit verkörpert, ist in den Spielen abwechselnd Handlungsmittelpunkt, Handlungsinitiator oder zumindest ein wiederkehrendes Symbol. Die Spiele handeln jeweils zu unterschiedlichen Zeitepochen, die sich zudem auch nach einem Schlüsselereignis in Ocarina of Time verschieden entwickeln. Daher handelt es sich bei Link und Zelda meist um Reinkarnationen ihrer früheren Personen, bei Ganon und Ganondorf um die Reinkarnation derselben Person.
Zelda gilt als die bisher erfolgreichste Action-Adventure-Reihe; der dabei erfolgreichste Teil der Reihe, The Legend of Zelda: Breath of the Wild, verkaufte sich über 29 Millionen Mal.
2018 wurde The Legend of Zelda in die Science Fiction and Fantasy Hall of Fame aufgenommen.
Die Reihe wird, bis auf einige Spin-offs und Ableger, dem Action-Adventure-Genre zugeordnet. Für die Einordnung in das Genre der Rollenspiele fehlen der Reihe wichtige Merkmale wie Statuswerte, Spielergruppen mit einer Rollenverteilung im Kampf und Zauberwirken. Die meisten Spiele der Reihe sind für Einzelspieler.
Die Erkundung einer unbekannten Abenteuerwelt mit Gefahren und abwechslungsreichen Rätseln, der Kampf gegen Gegner mit verschiedenen Schwachpunkten, die es herauszufinden gilt und gegen das Böse überhaupt stehen als Grundidee im Vordergrund der Serie.
Wurden in früheren Teilen Minispiele und Rätsel durch eine Abenteuerwelt miteinander so verbunden, dass sie aufeinander aufbauend dem Spieler nur einen Weg durch diese Welt erlaubten, wird in neueren Spielen ein Schwerpunkt auf die freie Erkundung der offenen Spielwelt gelegt, in der Rätsel in beliebiger Reihenfolge gelöst werden können, so lange der Spieler seiner Stärke und Ausrüstung nach der Herausforderung gewachsen ist. Die in früheren Spielen nacheinander zu lösenden Dungeons mit Gegnern und Rätseln wurden durch Schreine ersetzt, in denen mit einer bestimmten Fähigkeit einige bestimmte Rätsel gelöst werden müssen, um die Kraft des Schreins zu erhalten. Frühere Spiele wurden durch den Abschluss der Haupthandlung nach einem mehr oder weniger gleich verlaufenden Durchgang beendet. Die neueren Spiele beinhalten eine Haupthandlung, dessen Abschluss jedoch neben der Erkundung der Karte, der Entdeckung der Krogs, der Lösung der Schrein-Rätsel und dem Abschluss verschiedener Nebenquests nur einen Aspekt des Spielfortschritts darstellt.
Die Stärke des Spielers wird zunächst in der Anzahl seiner Leben gemessen, danach in der Verschiedenheit seiner Fähigkeiten, die er im Laufe des Spiels erwirbt. In den neueren Spielen kommt die Ausdauer und Schadenswirkung des Spielers als Wertung hinzu. In allen Spielen kehren Gegner nach Ablauf einer gewissen Zeit regelmäßig wieder auf die Spielwelt zurück.
Mit der Ausnahme des Schildes, welches von Gegnern verschluckt werden konnte, konnten Items verbraucht oder für immer behalten werden, waren aber unzerstörbar. In den neueren Spielen können Items verschleißen und kaputtgehen.
Um dem Spieler einen zusätzlichen Anreiz zu geben, die offene Welt vollständig zu erkunden, wurden die Krogs als Waldgeister eingeführt, die sich erst zeigen, wenn auf der Karte bestimmte Rätsel gelöst werden. Für die Lösung der Rätsel erhält der Spieler Krog-Samen, die er bei dem Krog Maronus gegen mehr Platz im Inventar eintauschen kann. Auf diese Weise kann der Spieler mehr von den Items sammeln, die er bei der Erkundung findet und die sich unter anderem für die Herstellung anderer Items verwenden oder eintauschen lassen.

Ehemaliges Logo von 1986, NES-Version

## Handlung

### Allgemeines

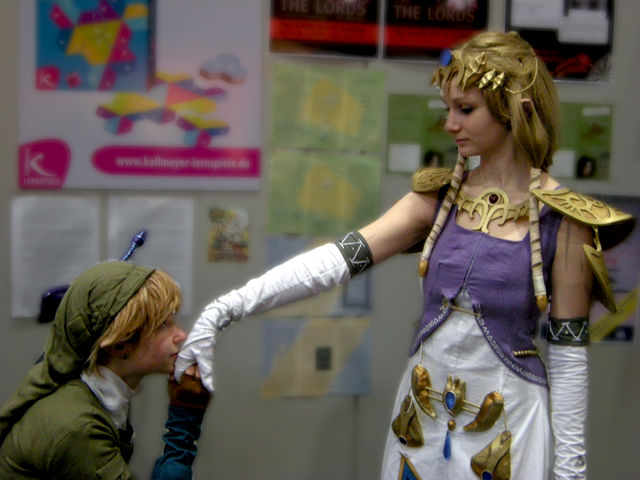
Verkleidete Cosplayer: Link (links) und Zelda (rechts)

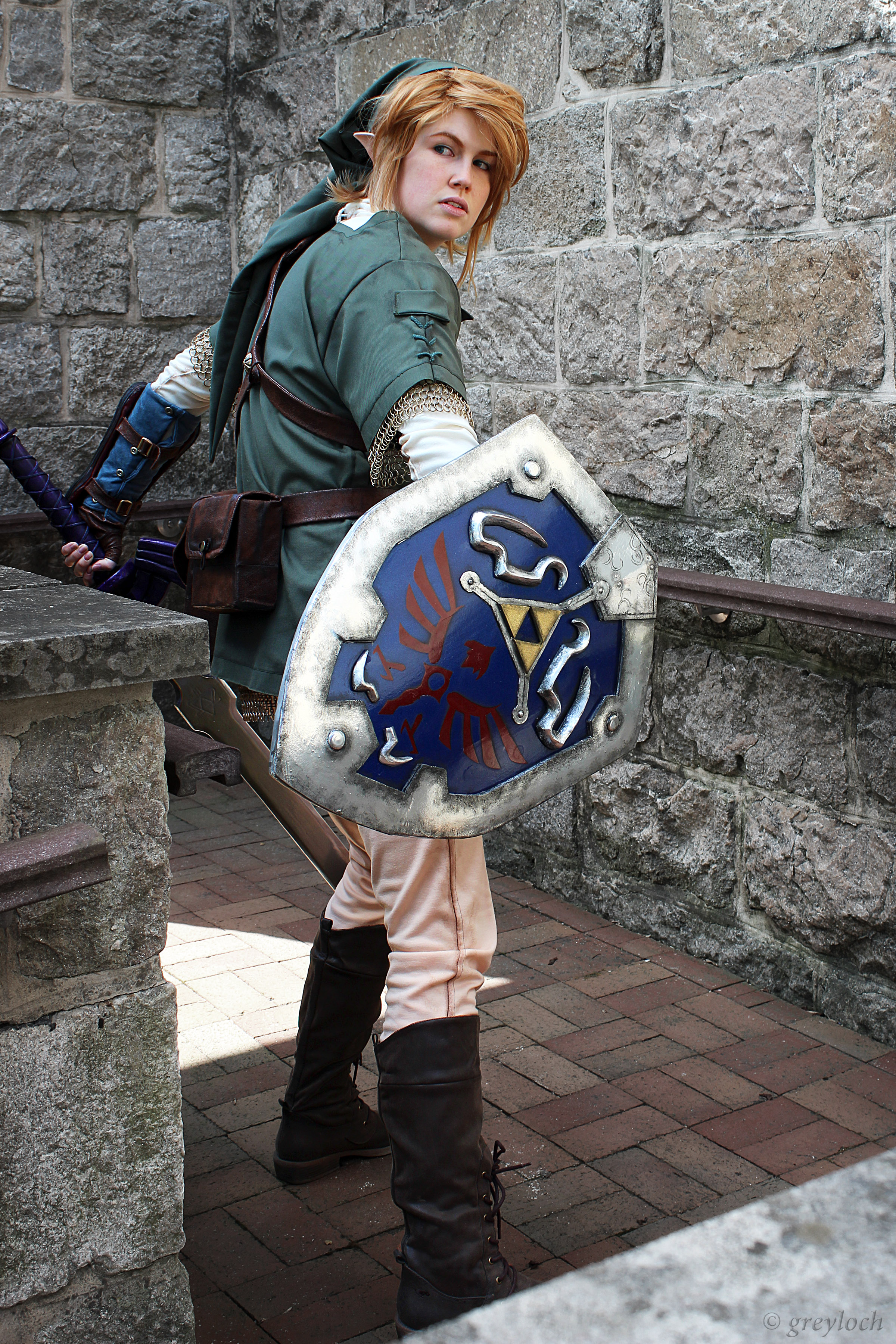
Cosplayer als Link

Der Spieler übernimmt die Rolle eines Helden namens Link – der Name ist in den meisten Zelda-Spielen jedoch frei wählbar. Dieser muss, mit Schwert und Schild ausgerüstet, das Königreich Hyrule und andere Länder vor verschieden gearteten Bedrohungen retten. In einem Großteil der Spiele ist es dabei Links Aufgabe, die titelgebende (Prinzessin) Zelda aus den Fängen des niederträchtigen Gerudokönigs Ganondorf (oder in seiner Gestalt als Ganon) zu befreien, der die Triforce der Kraft, ein göttliches Relikt von ungeheurer Macht, besitzt. Allerdings ist es nicht nur Ganondorf, den Link aufhalten muss, auch andere Bösewichte (wie z. B. Vatti) muss er bekämpfen.

## Kernelemente

### Das Triforce

Das Triforce aus The Legend of Zelda

Das Triforce besteht aus drei goldenen Fliesen in der Form gleichseitiger Dreiecke. Es wird oft in der Form eines Sierpinski-Dreiecks der Stufe 2 dargestellt, jedoch sind die Einzelteile nicht fest verbunden. Häufig werden die drei Fragmente getrennt aufbewahrt. In Ocarina of Time, The Wind Waker und Twilight Princess steckt jeweils ein Fragment in den Körpern von Ganondorf (Kraft), Link (Mut) und Zelda (Weisheit). Die einzelnen Fragmente beherbergen jeweils einen Aspekt einer der drei Göttinnen (Din, Farore, Nayru), die es erschufen. Wenn alle drei Fragmente vereint werden, soll dem Besitzer des Triforce ein Wunsch erfüllt werden. Im ersten Teil kamen nur die Fragmente der Kraft und das der Weisheit vor; der Name bezieht sich also auf die dreieckige Form der Fragmente und nicht – wie oft vermutet – auf die Anzahl.
Auf Links linkem Handrücken befindet sich in vielen Zelda-Spielen ein Triforcesymbol, das ihn als auserwählten Helden ausweist. Dabei ist das untere rechte Fragment, das für den Mut steht, hervorgehoben.
In The Minish Cap existiert ein Force, welches jedoch nur als ein Dreieck dargestellt wurde. Es besitzt jedoch die gleichen Kräfte wie das Triforce. In welcher Verbindung es zu dem Triforce steht, ist nicht bekannt und deshalb Inhalt einiger unter Spielern beliebten Theorien.
In A Link Between Worlds existiert ein zweites Triforce in Lorule, welches im Vergleich zum Hyrule-Triforce auf dem Kopf steht. Dieses wurde (nicht wie das Hyrule-Triforce) vernichtet, nachdem die Macht des Triforce zu Kriegen geführt hatte, anstatt es, wie in Hyrule, zu versiegeln, was jedoch fast zum Untergang von Lorule geführt hätte.
Das Triforce ist also unumgehbar notwendig für das Überleben Hyrules.

### Die Oberwelt
Der Ausgangspunkt der meisten Spiele der Reihe ist eine Oberwelt, in der sich der Spieler weitestgehend frei bewegen kann. Hier kann er unter anderem Dörfer aufsuchen, Gespräche mit anderen Personen führen (die in Textform auf dem Bildschirm erscheinen) und zahlreiche Nebenaufgaben lösen, um zur Belohnung seine Ausrüstung oder sein Vermögen zu verbessern. Auf der Karte gibt es Hindernisse, zu denen der Spieler später zurückkehren muss, nachdem er die Fähigkeiten zu deren Überwindung erworben hat. Der Radius der möglichen Erkundung ist also begrenzt und erweitert sich mit dem Spielfortschritt.
Außerdem gelangt man von der Oberwelt aus in die zur Lösung des Spiels relevanten Labyrinthe (auch als Dungeons bezeichnet, hier meistens Tempel, Höhlen, Schlösser oder Schreine), in denen es Rätsel zu lösen und Gegner zu bekämpfen gilt.

### Die Ausrüstung
Neben Karte, Kompass und Schlüsseln ist, mit nur wenigen Ausnahmen, in jedem Labyrinth ein wichtiger Ausrüstungsgegenstand zu finden, beispielsweise Bogen, Bombentasche mit Bomben, Fanghaken oder ein Bumerang. Manchmal stellen diese Gegenstände auch eine Aufwertung bereits vorhandener Items dar, die um neue oder verbesserte Funktionen erweitert werden. Derartige Gegenstände sind nicht nur im Kampf, sondern auch zur Lösung vieler Rätsel, zum Zugang zu neuen Arealen auf der Oberwelt und des erfolgreichen Bestehens gegen den Endgegner („Boss“) eines jeden Labyrinths dienlich. Meistens sind die Labyrinthe so konzipiert, dass zur Bewältigung der Rätsel und des Endgegners der im jeweiligen Labyrinth zu findende Ausrüstungsgegenstand zwingend notwendig ist. Andere Labyrinthe und Spielregionen setzen den erworbenen Gegenstand ebenfalls voraus, sodass die Gegenstände nach dem Verlassen des Fundortes immer noch einen Zweck erfüllen.
In einigen Spielen wird auch das Schwert von Link um Fähigkeiten ergänzt oder allgemein gestärkt. Der Erhalt des Meisterschwerts (auch als Master-Schwert übersetzt), dem stärksten Schwert des Spiels, kündigt meist die Endphase des Spiels an oder spielt eine unterschiedlich wichtige Rolle. In Skyward Sword und Tears of the Kingdom hat Link das Meisterschwert von Anfang an getragen, muss es aber in Skyward Sword erst aus dem Schwert der Göttin erschaffen. In Tears of the Kingdom erhält Link das Meisterschwert später im Spiel wieder, nachdem es am Anfang durch Ganons Miasma zerstört wurde. In Breath of the Wild ist das Meisterschwert die einzige Waffe, die nie kaputtgeht, aber für den Sieg über Ganon nicht notwendig. Das Meisterschwert, dessen Träger seines Besitzes würdig sein muss, ist eine Anspielung auf die Artus-Sage.

### Herzen und Herzteile
Herzen symbolisieren die Lebensenergie von Link. Diese werden in einer Art Leiste angeordnet, daher oft auch als Herzleiste bezeichnet. In den meisten Spielen startet man mit drei Herzen. Die Anzahl lässt sich allerdings durch das Finden anderer besonderer Herzen erhöhen. Die Herzen in der Herzleiste stellen eine feste Einheit dar, die nicht verlorengehen, sondern nur durch Verletzungen „entleert“ werden können.
Es gibt drei verschiedene Varianten der Herzen, die gefunden werden können: Kleine Herzen, die meist durch Zertrümmern bestimmter Gegenstände wie Vasen gefunden werden können, füllen eine entleerte Herzeinheit auf. Der Herzcontainer steigert die Lebensenergie um ein Herz und wird in den meisten Zelda-Spielen durch das Besiegen eines bestimmten Gegners, meist der letzte Gegner eines Labyrinths, erhalten. Die Herzteile, meistens erhältlich durch Lösen von Aufgaben oder durch das Finden an besonderen Orten, ergeben in Kombination mit weiteren Herzteilen einen Herzcontainer. Meist wird dabei eine Anzahl von vier Herzteilen benötigt (fünf in Twilight Princess), um einen Herzcontainer daraus zu erhalten. Die Anzahl der maximalen Herzen in der Herzleiste, in den meisten Spielen zwischen 14 und 20 Herzen, ist durch die begrenzte Anzahl der Herzcontainer und der Herzteile in der Spielwelt bedingt. Gegner können, auch abhängig von der Ausrüstung des Spielers, ein viertel bis zu einem ganzen Herz an Schaden pro Treffer oder Berührung kosten. Sind alle Herzen leer, ist die Spielrunde zu Ende und der Spieler beginnt das Spiel beim letzten Speicherpunkt.
Während die großen Herzcontainer in jedem Spiel vorzufinden sind, gibt es die Herzteile in den Spielen The Legend of Zelda, Zelda II: The Adventure of Link, Four Swords, Four Swords Adventures, Phantom Hourglass, Spirit Tracks, Breath of the Wild und Tears of the Kingdom nicht.

### Rubine

Konzeptzeichnung der Rubine in den Farben Grün, Blau und Rot

Rubine sind die Währung in fast allen Zelda-Spielen (der Name entstammt einem Übersetzungsfehler; eigentlich waren Rupien gemeint). Diese dienen in den meisten Fällen dazu, Gegenstände wie Tränke, Bomben, Pfeile oder anderes zu kaufen. In einigen Spielen werden mit ihnen Gebühren für Dienstleistungen, wie Pferdeverleih oder Spielrunden in Minispielen entrichtet. Außerdem werden sie benötigt, um bestimmte Miniaufgaben, auch Sidequests genannt, lösen zu können. Rubine können durch Schneiden von Gras, das Zerstören von Büschen, Vasen oder Gegnern erhalten werden, größere Mengen findet man in Truhen und Krügen. In einigen Spielen können sie durch den Verkauf von Gegenständen (gefundene, aber auch selbst hergestellte) oder durch Minispiele erworben werden.
Rubine kommen in verschiedenen Farben vor, die jeweilige Farbe entspricht einem bestimmten Wert. Der Wert der einzelnen Farben schwankt von Spiel zu Spiel. So ist in The Legend of Zelda der Farbe Orange der Wert 1 Rubin zugeordnet, während in A Link to the Past wie auch in den meisten anderen Teilen dies der Farbe Grün zugeordnet ist. In vielen Spielen gibt es größere Versionen von Rubinen, welche wertvoller sind. Schwarze Rubine ziehen in allen Spielen, in denen sie vorkommen, Rubine unterschiedlicher Zahl ab. In Four Sword Adventures gibt es die Rubine nicht, da sie durch Forcekristalle ausgetauscht wurden.

### Begleiter
In den meisten Spielen erhält Link einen Begleiter. Dieser unterstützt ihn bei seinem Abenteuer mit Ratschlägen und Informationen. Außerdem übernehmen diese meist das Sprechen anstelle von Link in Dialogen mit NPCs. Die Begleiter sind Feen, sprechende Gegenstände, Geister oder auch Menschen.
Die Begleiter nach Spiel aufgelistet:
- Ocarina of Time – Navi (Fee)
- Majora’s Mask – Taya (Fee)
- The Wind Waker – Der Rote Leuenkönig (Schiff, König des untergangen Hyrules)
- The Minish Cap – Ezelo (Mütze, die mal ein Minish war)
- Twilight Princess – Midna (offenbart sich am Ende des Spiels als Prinzessin des Schattenreiches)
- Phantom Hourglass – Ciela (Lichtgeist des Mutes und der Zeit), aber auch die Lichtgeister der Weisheit und der Kraft. Wertet man diese auf, erhält man spezielle Fähigkeiten: Schwertschuss (Mut), doppeltes Leben (Weisheit) und doppelten Angriffsschaden (Kraft)
- Spirit Tracks – Zelda (Bösewichte attackierten Zelda und entführten sie, allerdings konnte ihr Geist entkommen. In der Form ihres Geistes begleitet sie Link auf seiner Reise)
- Skyward Sword – Phai (Schwertgeist des Master Schwertes)
- Hyrule Warriors (Legends) – Proxy (Fee)

In anderen Spielen kehren befreundete Geister an Schlüsselpunkten des Spiels regelmäßig wieder, um den Spieler zu leiten oder ihm beizustehen.
- Breath of the Wild – Zeldas Stimme, sowie die Geister der Recken
- Link's Awakening – die Eule (der Geist des schlafenden Windfischs)

### Wiederkehrende Charaktere
Neben den Hauptcharakteren Link, Zelda und Ganon bzw. Ganondorf treffen Fans der Reihe regelmäßig auf alte Bekannte in neuer Form oder in einer neuen Rolle im Spiel. Inkarnationen von Din, Nayru und Faore oder Impa, oder Völkern wie Zora oder Gerudo, Gegner mit Schweineköpfen, die als Goblins oder Moblins bezeichnet werden, sind vertraute Figuren und Inhalte der Spielreihe.

### Spielsteuerung
Alle Zelda-Spiele werden mit einem Controller ihrer Konsole bzw. mit den Bedienelementen des Handhelds gesteuert. Je nach Spiel verwendet der Spieler ein digitales Steuerkreuz oder einen analogen Mini-Joystick, der im Gegensatz zu einem gebräuchlichen Joystick mit dem Daumen statt der ganzen Hand bedient wird, um die Spielfigur zu bewegen.
Sämtliche Aktionen, z. B. das Öffnen von Türen, das Führen von Gesprächen mit anderen Personen, das Lesen von Schriften und das Bestätigen oder Abbrechen, werden durch den Einsatz kontextsensitiver Tasten, meist A oder B, ausgelöst. Die Tasten der Interaktionsgruppe A, B, sowie X und Y, wo vorhanden, können frei mit Items wie Waffen und Werkzeugen belegt werden. Je nach Anzahl der zur Verfügung stehenden Tasten beherbergen die Item-Tasten auch die vom Kontext abhängigen Aktionen, umgekehrt können primär verwandte Utensilien wie Schild und Schwert auch als feste Funktionen bestimmten Tasten, wie z. B. Schultertasten, zugewiesen sein.
Mit Veröffentlichung der Wii-Konsole und seinem besonderen Controller wurde auch ein neuer Steuerungsaspekt eingeführt: der Controller muss im freien Raum so bewegt werden wie die Spielfigur im Spiel. Auch funktioniert das manuelle Zielen mit Projektilwaffen wie das Zielen mit einer Lightgun – in den übrigen Spielen, in denen die Ausrichtung des Controllers nicht gemessen wird, wird das Ziel angewählt. Die Spiele Phantom Hourglass und Spirit Tracks für den Nintendo DS werden ausschließlich über den Touchscreen gesteuert. In den 3D-Varianten der Serie kann mit einem zusätzlichen Knopf der ständige Zielmodus auf den nächsten Gegner aktiviert werden.

### Musik
Kōji Kondō war mit Ausnahme von The Adventure of Link seit dem ersten Spiel der Komponist und Hauptverantwortliche für die Musik in der Reihe und damit auch maßgeblich an dem Erfolg der Soundtracks beteiligt. Seit Breath of the Wild leitet Manaka Kataoka Komposition und Orchester. Ähnlich wie die Super-Mario- verfügte die Zelda-Reihe über ein wiederkehrendes Hauptthema. Es wird in der Regel auf den Konsolentiteln eingesetzt, um das Spielgeschehen auf der Oberwelt zu begleiten. In den Game Boy-Spielen Link's Awakening und Oracle of Ages/Seasons war das Hauptthema die Titelmelodie. Für Ocarina of Time und Twilight Princess wurden eigene Oberweltthemen komponiert, die aber auch auf dem Hauptthema basieren. Die Oberwelten von Breath of the Wild und Tears of the Kingdom haben kein Hauptthema; bis auf wenige Klavierakkorde begleitet Stille den Spieler, die lediglich durch Dörfer, Schreine und andere geschlossene Ortschaften, sowie Kämpfe unterbrochen wird.
Die Musik spielt in den meisten Zelda-Titeln auch eine spielmechanische Rolle. So ist es möglich, durch den Einsatz von musikalischen Instrumenten und Melodien schnelle Reisemöglichkeiten auf der Oberwelt zu nutzen, die Umweltbedingungen zu verändern oder andere spielrelevante Ereignisse auszulösen. Beispiele hierfür sind in Ocarina of Time die namensgebende Okarina oder der – ebenfalls namensgebende – „Taktstock des Windes“ (englisch: „Wind Waker“) in The Wind Waker. In Link's Awakening sind Musikinstrumente die Trophäen der Labyrinthe, mit denen am Ende des Spiels der schlafende Windfisch geweckt wird. In Oracle of Ages wird die Zeitreise durch eine Harfe ausgelöst. Tierische Begleiter in den Oracle-Spielen werden mit ihrer Flöte gerufen.
Eine ausführliche Analyse der Musik legte R. Nebe vor.

## Kultstatus
Aufgrund ihrer Kontinuität, ihres kreativen, abwechslungsreichen Spieldesigns und ihrer leicht zugänglichen Motive konnte die Spieleserie über die Jahre hinweg eine wachsende Fangemeinde aufbauen und pflegen. Auf technischer Seite werden für die Spiele die aktuellen technischen Möglichkeiten der Konsole und darauf angepasster Rätsel und Spielinhalte zu einem neuen Werk des Genres des Adventure kombiniert. Handlung und Geschichte haben in den Spielen eine gleichgestellte oder untergeordnete Rolle und sollen das Abenteuer vorantreiben, statt wie eigenständig neben ihm zu existieren. Die zahlreichen Auszeichnungen der einzelnen Spiele sind kennzeichnend für eine fortwährende Qualität der Serie. So erlangte Zelda über die eigentliche Fangemeinde hinaus positive Bekanntheit und Anerkennung, obwohl die Spiele bis auf wenige Ausnahmen nur für Nintendo-Spielekonsolen erschienen.
2005 bekam die Hauptfigur Link einen Stern auf dem Walk of Game. 2018 wurde das Spiel in die Science Fiction and Fantasy Hall of Fame aufgenommen.
Die Redaktion der Zeitschrift GEE nahm den ersten Teil der Reihe in ihre Liste der „50 wichtigsten Werke der Games-Geschichte“ auf und begründete: „Aus nur 128 Kilobyte erschuf das Designteam um Shigeru Miyamoto ein riesiges Königreich […] – ‚Zelda‘ war die Blaupause für so unterschiedliche Genres wie das Action-Adventure, das Fantasy-RPG und offene Spielwelten à la ‚Grand Theft Auto‘.“

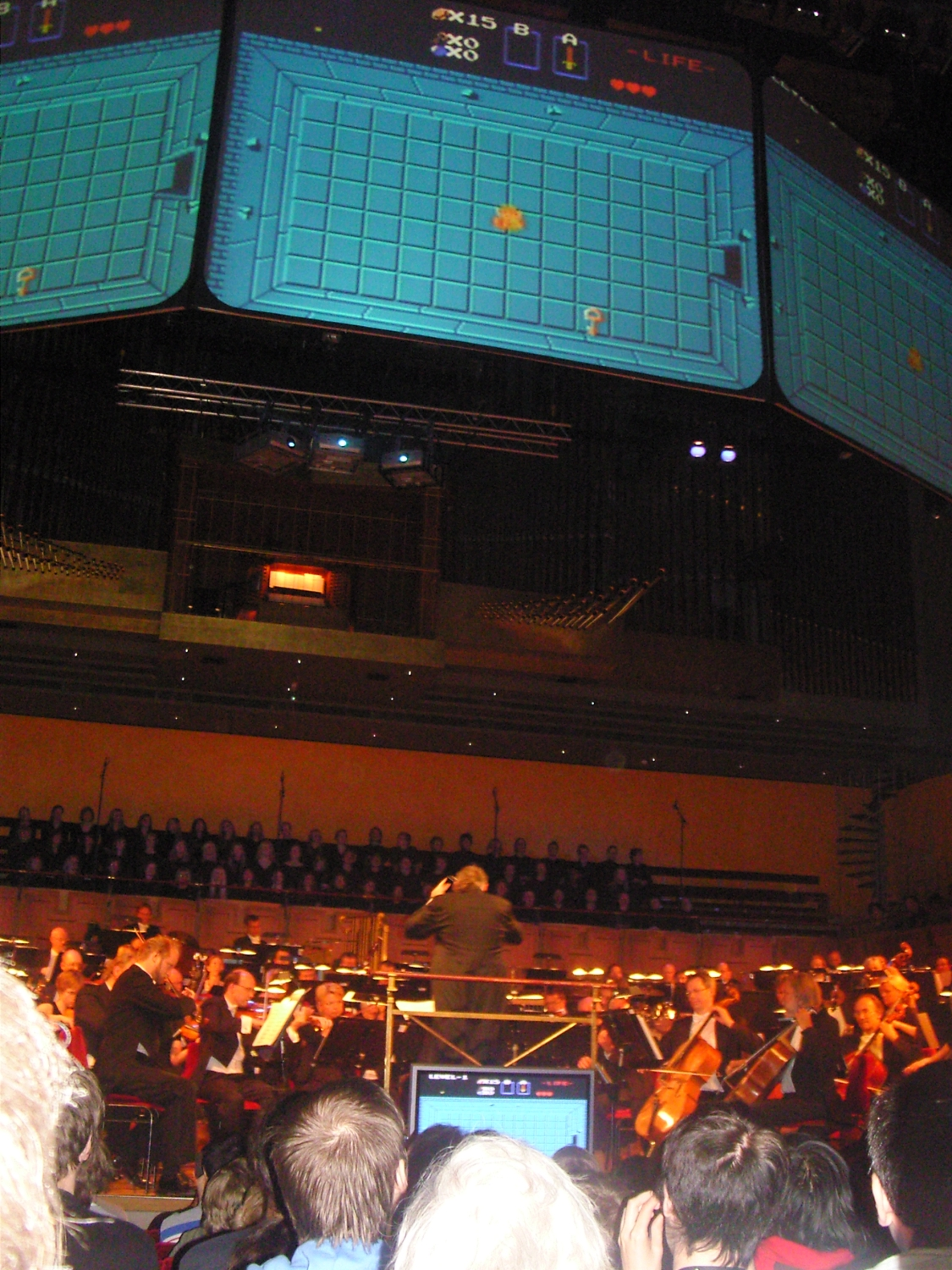
„Play! A video game symphony XX“-Livekonzert mit Zelda Medley am 2. Juni 2007. Auf den Bildschirmen The Legend of Zelda.

Die von Kōji Kondō geschriebene Musik aus den Zelda-Spielen wurde auf diversen Konzerten von klassischen Orchestern weltweit aufgeführt, unter anderem in Tokio, Leipzig (Spielemusikkonzert), Stockholm und Detroit. Im Konzert Symphonic Legends – Music from Nintendo wurde Zelda vom WDR Rundfunkorchester Köln mit einer 35-minütigen Tondichtung gewürdigt. Zelda machte die gesamte zweite Hälfte der Veranstaltung aus, unterteilt in fünf Abschnitte: Hyrulian Child, Dark Lord, Princess of Destiny, Battlefield und Hero of Time.
Zum 25-jährigen Jubiläum der Serie fanden im Oktober 2011 Konzerte in Tokio, London und Los Angeles statt.

## Spiele
Für die meisten Nintendo-Konsolen sind eigens entwickelte Zelda-Spiele erschienen. Ältere Titel wurden auf späteren Systemen erneut veröffentlicht, seit der Konsole Wii auch als Download-Fassungen im Rahmen von Nintendos Virtual Console. A Link To The Past, Ocarina of Time, Link's Awakening, Wind Waker, Twilight Princess, Skyward Sword, Breath of the Wild und Tears of the Kingdom wurden für nachfolgende Konsolen, teilweise auch mehrmals, technisch überarbeitet. Link's Awakening erschien außerdem als einziges der Handheld-Spiele in einer hochaufgelösten 3D-Fassung neu.
Neben Nintendos originalen Zelda-Spielen produzierte Philips drei Zelda-Spiele für sein CD-i-System: Link: Die Fratzen des Bösen (Originaltitel: Link: The Faces of Evil), Zelda: Der Zauberstab von Gamelon (Originaltitel: Zelda: The Wand of Gamelon) und Zelda’s Adventure (englisch für Zeldas Abenteuer). Philips hatte die erforderlichen Lizenzen als Entschädigung für die seitens Nintendo abgesagte Entwicklung eines CD-ROM-Laufwerks für das Super Nintendo erhalten.
Zelda Game & Watch wurde 1989 veröffentlicht. Gespielt wurde es auf einem aufklappbaren Game & Watch mit zwei Bildschirmen. Das Ziel des Spiels bestand darin, acht Drachen zu töten, um die Prinzessin befreien zu können. Im Rahmen der Nintendo Mini Classics wurde es neu aufgelegt. Es ist auch als Belohnung in der Game & Watch Gallery 4 für GBA enthalten.

### Hauptreihe
| Jahr | Titel                                                 | Plattform                 |
| ---- | ----------------------------------------------------- | ------------------------- |
| 1986 | The Legend of Zelda                                   | NES                       |
| 1987 | Zelda II: The Adventure of Link                       | NES                       |
| 1991 | The Legend of Zelda: A Link to the Past               | SNES                      |
| 1993 | The Legend of Zelda: Link’s Awakening                 | Game Boy                  |
| 1998 | The Legend of Zelda: Ocarina of Time                  | Nintendo 64               |
| 2000 | The Legend of Zelda: Majora’s Mask                    | Nintendo 64               |
| 2001 | The Legend of Zelda: Oracle of Seasons                | Game Boy Color            |
| 2001 | The Legend of Zelda: Oracle of Ages                   | Game Boy Color            |
| 2003 | The Legend of Zelda: A Link to the Past & Four Swords | Game Boy Advance          |
| 2003 | The Legend of Zelda: The Wind Waker                   | GameCube                  |
| 2004 | The Legend of Zelda: The Minish Cap                   | Game Boy Advance          |
| 2005 | The Legend of Zelda: Four Swords Adventures           | GameCube                  |
| 2006 | The Legend of Zelda: Twilight Princess                | GameCube und Wii          |
| 2007 | The Legend of Zelda: Phantom Hourglass                | Nintendo DS               |
| 2009 | The Legend of Zelda: Spirit Tracks                    | Nintendo DS               |
| 2011 | The Legend of Zelda: Skyward Sword                    | Wii                       |
| 2013 | The Legend of Zelda: A Link Between Worlds            | Nintendo 3DS              |
| 2015 | The Legend of Zelda: Tri Force Heroes                 | Nintendo 3DS              |
| 2017 | The Legend of Zelda: Breath of the Wild               | Wii U und Nintendo Switch |
| 2023 | The Legend of Zelda: Tears of the Kingdom             | Nintendo Switch           |
| 2024 | The Legend of Zelda: Echoes of Wisdom                 | Nintendo Switch           |

### Ableger und Varianten
| Jahr      | Titel                                                                       | Plattform                     | Anmerkung |
| --------- | --------------------------------------------------------------------------- | ----------------------------- | --- |
| 1988      | Zelda                                                                       | Game & Watch                  | |
| 1989      | Zelda Watch                                                                 | Nelsonic Game Watch           | |
| 1993      | Zelda: Der Zauberstab von Gamelon (Zelda: The Wand of Gamelon)              | Philips CD-i                  | nicht von Nintendo oder einem Drittstudio im Auftrag Nintendos entwickelt                                                                                        |
| 1993      | Link: Die Fratzen des Bösen (Link: The Faces of Evil)                       | Philips CD-i                  | nicht von Nintendo oder einem Drittstudio im Auftrag Nintendos entwickelt                                                                                        |
| 1995      | Zelda’s Adventure                                                           | Philips CD-i                  | nicht von Nintendo oder einem Drittstudio im Auftrag Nintendos entwickelt                                                                                        |
| 1995      | BS Zeruda/Zelda no Densetsu (BSゼルダの伝説)                                | Super Famicom + Satellaview   | Veränderte Neuauflage von The Legend of Zelda |
| 1997      | BS Zeruda/Zelda no Densetsu: Inishie no Sekiban (BSゼルダの伝説 古代の石盤) | Super Famicom + Satellaview   | |
| 1998      | The Legend of Zelda: Link’s Awakening DX                                    | Game Boy Color                | erweiterte Farbfassung von Link's Awakening |
| 2002      | Zelda [Multi Screen] (Game & Watch)                                         | Game Boy Advance              | Bestandteil des Spiels Game & Watch Gallery Advance |
| 2003      | The Legend of Zelda: A Link to the Past & Four Swords                       | Game Boy Advance              | Wiederauflage des SNES-Spiels A Link to the Past / erstes Vier-Spieler-Multiplayer-Spiel der Reihe                                                               |
| 2003      | The Legend of Zelda: Ocarina of Time + Ocarina of Time Master Quest         | GameCube                      | Lag einem limitierten Bundle von The Legend of Zelda: The Wind Waker mit einem silbernen Nintendo Game Cube bei und wurde nicht separat verkauft                 |
| 2003      | The Legend of Zelda: Collector’s Edition                                    | GameCube                      | Lag einem limitierten Bundle zusammen mit Mario Kart: Double Dash!! und einem Nintendo Game Cube bei oder konnte im Sternen-Shop gekauft werden.                 |
| 2004      | The Legend of Zelda (NES Classics)                                          | Game Boy Advance              | |
| 2005      | Zelda II: The Adventure of Link (NES Classics)                              | Game Boy Advance              | |
| 2006      | The Legend of Zelda (Virtual Console)                                       | Wii                           | |
| 2007      | The Legend of Zelda: A Link to the Past (Virtual Console)                   | Wii                           | |
| 2007      | Zelda II: The Adventure of Link (Virtual Console)                           | Wii                           | |
| 2007      | The Legend of Zelda: Ocarina of Time (Virtual Console)                      | Wii                           | |
| 2007      | Link’s Crossbow Training                                                    | Wii                           | Beilage zum Zapper, einem separat erhältlichen, besonderen Wii Controller                                                                                        |
| 2009      | The Legend of Zelda: Majora’s Mask (Virtual Console)                        | Wii                           | |
| 2011      | The Legend of Zelda: Link’s Awakening DX (Virtual Console)                  | Nintendo 3DS                  | |
| 2011      | The Legend of Zelda: Ocarina of Time 3D                                     | Nintendo 3DS                  | Bessere Grafik und Master-Quest-Modus mit verbesserter Grafik |
| 2011      | The Legend of Zelda (Virtual Console)                                       | Nintendo 3DS                  | |
| 2011      | The Legend of Zelda: Four Swords Anniversary Edition                        | Nintendo DSi und Nintendo 3DS | überarbeitete Wiederauflage zum Jubiläum, ohne das im Original gebündelte Spiel A Link to the Past                                                               |
| 2011      | Zelda II: The Adventure of Link (Virtual Console)                           | Nintendo 3DS                  | |
| 2011      | The Legend of Zelda: The Minish Cap (Virtual Console)                       | Nintendo 3DS                  | Teil des Nintendo 3DS-Botschafter-Programm |
| 2012      | The Legend of Zelda: Herausforderung zum Kampf                              | Wii U                         | Bestandteil des Spiels Nintendo Land |
| 2013      | The Legend of Zelda: Oracle of Seasons / Oracle of Ages (Virtual Console)   | Nintendo 3DS                  | |
| 2013      | The Legend of Zelda (Virtual Console)                                       | Wii U                         | |
| 2013      | The Legend of Zelda: A Link to the Past (Virtual Console)                   | Wii U                         | |
| 2013      | The Legend of Zelda: The Wind Waker HD                                      | Wii U                         | überarbeitete HD-Fassung des Originals |
| 2014      | Hyrule Warriors                                                             | Wii U                         | Ableger der Warrior-Reihe im Zelda-Universum |
| 2015      | Game & Watch Gallery Advance (Virtual Console)                              | Wii U                         | Spielesammlung, Beinhaltet das Game-&-Watch-Spiel Zelda |
| 2015      | The Legend of Zelda: Majora’s Mask 3D                                       | Nintendo 3DS                  | Bessere Grafik und leicht veränderte Spielmechaniken |
| 2015      | The Legend of Zelda: Ocarina of Time (Virtual Console)                      | Wii U                         | |
| 2016      | The Legend of Zelda: Twilight Princess HD                                   | Wii U                         | überarbeitete HD-Fassung des Originals |
| 2016      | Hyrule Warriors: Legends                                                    | Nintendo 3DS                  | Erweiterte Version von Hyrule Warriors |
| 2016      | The Legend of Zelda: A Link to the Past (Virtual Console)                   | New Nintendo 3DS              | |
| 2016      | My Nintendo Picross: The Legend of Zelda: Twilight Princess                 | Nintendo 3DS                  | Belohnung für 1000 Punkte im My Nintendo Shop |
| 2018      | Hyrule Warriors: Definitive Edition                                         | Nintendo Switch               | Komplette Edition des Spiels mit allen DLC und „Legends“ Inhalten                                                                                                |
| 2018      | The Legend of Zelda                                                         | Nintendo Switch               | Nintendo Entertainment System – Nintendo Classics (im kostenpflichtigen Nintendo Switch Online-Abonnement)                                                       |
| 2019      | Zelda II: The Adventure of Link                                             | Nintendo Switch               | Nintendo Entertainment System – Nintendo Classics (im kostenpflichtigen Nintendo Switch Online-Abonnement)                                                       |
| 2019      | Cadence of Hyrule – Crypt of the NecroDancer Featuring The Legend of Zelda  | Nintendo Switch               | Ableger von Crypt of the NecroDancer im Zelda-Universum |
| 2019      | The Legend of Zelda: Link’s Awakening                                       | Nintendo Switch               | vollständiges Remake des originalen The Legend of Zelda: Link’s Awakening von Grezzo                                                                             |
| 2019      | The Legend of Zelda: A Link to the Past                                     | Nintendo Switch               | Super Nintendo Entertainment System – Nintendo Classics (im kostenpflichtigen Nintendo Switch Online-Abonnement)                                                 |
| 2020      | Hyrule Warriors: Zeit der Verheerung                                        | Nintendo Switch               | Vermarktet als Vorgeschichte zu The Legend of Zelda: Breath of the Wild                                                                                          |
| 2021      | The Legend of Zelda: Skyward Sword HD                                       | Nintendo Switch               | überarbeitete HD-Fassung des Originals |
| 2021      | The Legend of Zelda Game & Watch                                            |                               | Minikonsole mit The Legend of Zelda, Zelda II: The Adventure of Link, The Legend of Zelda: Link's Awakening und dem Game-&-Watch-Spiel Vermin in einem Zeldalook |
| 2021      | The Legend of Zelda: Ocarina of Time                                        | Nintendo Switch               | Nintendo 64 – Nintendo Classics (im kostenpflichtigen Nintendo Switch Online-Abonnement mit Erweiterungspaket)                                                   |
| 2022      | The Legend of Zelda: Majora’s Mask                                          | Nintendo Switch               | Nintendo 64 – Nintendo Classics (im kostenpflichtigen Nintendo Switch Online-Abonnement mit Erweiterungspaket erhältlich)                                        |
| 2023      | The Legend of Zelda: Link’s Awakening DX                                    | Nintendo Switch               | Game Boy – Nintendo Classics (im kostenpflichtigen Nintendo Switch Online-Abonnement)                                                                            |
| 2023      | The Legend of Zelda: The Minish Cap                                         | Nintendo Switch               | Game Boy Advance – Nintendo Classics (im kostenpflichtigen Nintendo Switch Online-Abonnement mit Erweiterungspaket)                                              |
| 2024      | The Legend of Zelda: Oracle of Ages                                         | Nintendo Switch               | Game Boy – Nintendo Classics (im kostenpflichtigen Nintendo Switch Online-Abonnement)                                                                            |
| 2024      | The Legend of Zelda: Oracle of Seasons                                      | Nintendo Switch               | Game Boy – Nintendo Classics (im kostenpflichtigen Nintendo Switch Online-Abonnement)                                                                            |
| 2024      | The Legend of Zelda: A Link to the Past & Four Swords                       | Nintendo Switch               | Game Boy Advance – Nintendo Classics (im kostenpflichtigen Nintendo Switch Online-Abonnement mit Erweiterungspaket)                                              |
| 2025      | The Legend of Zelda: Breath of the Wild – Nintendo Switch 2 Edition         | Nintendo Switch 2             | Für die Switch 2 optimierte Version |
| 2025      | The Legend of Zelda: Tears of the Kingdom – Nintendo Switch 2 Edition       | Nintendo Switch 2             | Für die Switch 2 optimierte Version |
| 2025      | The Legend of Zelda: The Wind Waker                                         | Nintendo Switch 2             | Nintendo GameCube – Nintendo Classics (im kostenpflichtigen Nintendo Switch Online-Abonnement mit Erweiterungspaket)                                             |
| vsl. 2025 | Hyrule Warriors – Chronik der Versiegelung                                  | Nintendo Switch 2             | Prequel zu The Legend of Zelda: Tears of the Kingdom |

### Zeitlinie innerhalb des Zelda-Universums

#### Hauptreihe
Nachdem zunächst Adventure of Link als zweites Spiel nach The Legend of Zelda erschienen war, wurde es als Nachfolger betitelt und stellte somit den chronologisch direkten Nachfolger dar. Das darauf erschienene A Link to the Past wurde als Prequel dargestellt, das noch vor The Legend of Zelda spielt. Link’s Awakening soll zwischen A Link to the Past und The Legend of Zelda angesiedelt sein.
1998 erschien Ocarina of Time und es kam zum ersten Bruch der Zeitlinie: Statt ein Prequel zu The Legend of Zelda sollte nun A Link to the Past laut einem Interview mit Shigeru Miyamoto auf einmal ein Sequel zu Adventure of Link einzuordnen sein, während Link’s Awakening hinter jedem Zeldatitel eingeordnet werden könnte. Später wurde jedoch wieder richtiggestellt, dass A Link to the Past zwischen Ocarina of Time und The Legend of Zelda spielt.
Mit dem Spiel Majora’s Mask wurde zudem die gespaltene Zeitlinie eingeführt, hier jedoch noch mit 2 Zeitlinien: Die, die nach dem Erwachsenen-Ende von Ocarina of Time spielt und mit A Link to the Past fortgeführt wird, und diejenige, die nach dem Kind-Ende von Ocarina of Time spielt und mit Majora’s Mask fortgeführt wurde.
2001 erschienen die beiden Oracle-of-Spiele und es wurde seitdem häufiger Link’s Awakening als direktes Sequel zu ihnen angesehen. Indiz der Fantheorien war das Ende des verknüpften Spiels, in dem das Triforce sich in Möwen verwandelt, die das Segelschiff begleiten, mit dem Link aufgebrochen ist.
2003 erschien The Wind Waker, welches ohne weitere Erklärungen als direktes Sequel zu dem Erwachsenenende Ocarina of Time kam, einem Platz, der in der Zeitlinie schon mit A Link to the Past besetzt war. Seitdem hielt man sich bedeckt mit Aussagen zu der Zeitlinie, sagte jedoch, dass Twilight Princess in der Kind-Zeitlinie einige Zeit nach Majora’s Mask spielt.
2011 wurde schließlich erneut in dem Buch Hyrule Historia zu Zelda eine Zeitlinie veröffentlicht, wie die Spiele innerhalb des Zelda-Universums chronologisch geordnet sind. Hierzu wurde nach Ocarina of Time die Zeitlinie in drei Zeitlinien geteilt: eine nach dem Erwachsenen-Ende, eine nach dem Kind-Ende und eine, in der Link von Ganon besiegt wurde.
Das 2013 erschienene A Link Between Worlds soll zwischen Link’s Awakening und dem ursprünglichen The Legend of Zelda platziert sein.
Das 2014 erschienene Hyrule Warriors befindet sich laut Eiji Aonuma nicht auf der Zeitlinie, da es als separate Dimension existiert, hat jedoch Verbindungen zu verschiedenen Abschnitten der Zeitlinie.
2017 erschien Breath of the Wild, welches offiziell nicht in die Zeitlinie eingeordnet ist, aber zeitlich nach allen anderen Teilen spielt und Elemente jeder Zeitlinie aufweist. Die Spielwelt, die ganz Hyrule darstellen soll, enthält Anspielungen an jedes zuvor erschienene Zelda-Spiel.
Die 2018 erschienene Zelda Encyclopia veränderte die Zeitlinie dahingehend, dass Oracle of Seasons und Oracle of Ages nun nach Link’s Awakening stattfinden und die Geschichte eines separaten Link darstellen, anstatt ein direktes Sequel zu A Link to the Past zu sein.
2024 erschien Echoes of Wisdom, welches zwischen Triforce Heroes und dem ersten The Legend of Zelda angesiedelt ist.
Die aus offizielle Zeitlinie sieht daher folgendermaßen aus:
|  |  |                                                                                                |                                                                                                |                                                                                                |                                                                                                |                                                                                                |                                                                                                |  |  | Skyward Sword                                                                                                | | | | | |  |  | | | | | | |  |  |  |  |  |  |  |  |  |  |  |  |  |  |  |  |  |  |  |  |
|  |  |                                                                                                |                                                                                                |                                                                                                |                                                                                                |                                                                                                |                                                                                                |  |  | | | | | | |  |  | | | | | | |  |  |  |  |  |  |  |  |  |  |  |  |  |  |  |  |  |  |  |  |
|  |  |                                                                                                |                                                                                                |                                                                                                |                                                                                                |                                                                                                |                                                                                                |  |  | The Minish Cap                                                                                               | | | | | |  |  | | | | | | |  |  |  |  |  |  |  |  |  |  |  |  |  |  |  |  |  |  |  |  |
|  |  |                                                                                                |                                                                                                |                                                                                                |                                                                                                |                                                                                                |                                                                                                |  |  | | | | | | |  |  | | | | | | |  |  |  |  |  |  |  |  |  |  |  |  |  |  |  |  |  |  |  |  |
|  |  |                                                                                                |                                                                                                |                                                                                                |                                                                                                |                                                                                                |                                                                                                |  |  | Four Swords                                                                                                  | | | | | |  |  | | | | | | |  |  |  |  |  |  |  |  |  |  |  |  |  |  |  |  |  |  |  |  |
|  |  |                                                                                                |                                                                                                |                                                                                                |                                                                                                |                                                                                                |                                                                                                |  |  | | | | | | |  |  | | | | | | |  |  |  |  |  |  |  |  |  |  |  |  |  |  |  |  |  |  |  |  |
|  |  |                                                                                                |                                                                                                |                                                                                                |                                                                                                |                                                                                                |                                                                                                |  |  | Ocarina of Time                                                                                              | | | | | |  |  | | | | | | |  |  |  |  |  |  |  |  |  |  |  |  |  |  |  |  |  |  |  |  |
|  |  |                                                                                                |                                                                                                |                                                                                                |                                                                                                |                                                                                                |                                                                                                |  |  | | | | | | |  |  | | | | | | |  |  |  |  |  |  |  |  |  |  |  |  |  |  |  |  |  |  |  |  |
|  |  |                                                                                                |                                                                                                |                                                                                                |                                                                                                |                                                                                                |                                                                                                |  |  | | | | | | |  |  | | | | | | |  |  |  |  |  |  |  |  |  |  |  |  |  |  |  |  |  |  |  |  |
|  |  | Zeitlinie A: Der Held der Zeit scheitert daran, Ganon am Ende von Ocarina of Time aufzuhalten. | Zeitlinie A: Der Held der Zeit scheitert daran, Ganon am Ende von Ocarina of Time aufzuhalten. | Zeitlinie A: Der Held der Zeit scheitert daran, Ganon am Ende von Ocarina of Time aufzuhalten. | Zeitlinie A: Der Held der Zeit scheitert daran, Ganon am Ende von Ocarina of Time aufzuhalten. | Zeitlinie A: Der Held der Zeit scheitert daran, Ganon am Ende von Ocarina of Time aufzuhalten. | Zeitlinie A: Der Held der Zeit scheitert daran, Ganon am Ende von Ocarina of Time aufzuhalten. |  |  | Zeitlinie B: Der Held der Zeit ist erfolgreich, kehrt zurück in die Vergangenheit und erlebt seine Kindheit. | Zeitlinie B: Der Held der Zeit ist erfolgreich, kehrt zurück in die Vergangenheit und erlebt seine Kindheit. | Zeitlinie B: Der Held der Zeit ist erfolgreich, kehrt zurück in die Vergangenheit und erlebt seine Kindheit. | Zeitlinie B: Der Held der Zeit ist erfolgreich, kehrt zurück in die Vergangenheit und erlebt seine Kindheit. | Zeitlinie B: Der Held der Zeit ist erfolgreich, kehrt zurück in die Vergangenheit und erlebt seine Kindheit. | Zeitlinie B: Der Held der Zeit ist erfolgreich, kehrt zurück in die Vergangenheit und erlebt seine Kindheit. |  |  | Zeitlinie C: Der Held der Zeit ist erfolgreich, kehrt zurück in die Vergangenheit und die Zukunft findet ohne ihn statt. | Zeitlinie C: Der Held der Zeit ist erfolgreich, kehrt zurück in die Vergangenheit und die Zukunft findet ohne ihn statt. | Zeitlinie C: Der Held der Zeit ist erfolgreich, kehrt zurück in die Vergangenheit und die Zukunft findet ohne ihn statt. | Zeitlinie C: Der Held der Zeit ist erfolgreich, kehrt zurück in die Vergangenheit und die Zukunft findet ohne ihn statt. | Zeitlinie C: Der Held der Zeit ist erfolgreich, kehrt zurück in die Vergangenheit und die Zukunft findet ohne ihn statt. | Zeitlinie C: Der Held der Zeit ist erfolgreich, kehrt zurück in die Vergangenheit und die Zukunft findet ohne ihn statt. |  |  |  |  |  |  |  |  |  |  |  |  |  |  |  |  |  |  |  |  |
|  |  | Zeitlinie A: Der Held der Zeit scheitert daran, Ganon am Ende von Ocarina of Time aufzuhalten. | Zeitlinie A: Der Held der Zeit scheitert daran, Ganon am Ende von Ocarina of Time aufzuhalten. | Zeitlinie A: Der Held der Zeit scheitert daran, Ganon am Ende von Ocarina of Time aufzuhalten. | Zeitlinie A: Der Held der Zeit scheitert daran, Ganon am Ende von Ocarina of Time aufzuhalten. | Zeitlinie A: Der Held der Zeit scheitert daran, Ganon am Ende von Ocarina of Time aufzuhalten. | Zeitlinie A: Der Held der Zeit scheitert daran, Ganon am Ende von Ocarina of Time aufzuhalten. |  |  | Zeitlinie B: Der Held der Zeit ist erfolgreich, kehrt zurück in die Vergangenheit und erlebt seine Kindheit. | Zeitlinie B: Der Held der Zeit ist erfolgreich, kehrt zurück in die Vergangenheit und erlebt seine Kindheit. | Zeitlinie B: Der Held der Zeit ist erfolgreich, kehrt zurück in die Vergangenheit und erlebt seine Kindheit. | Zeitlinie B: Der Held der Zeit ist erfolgreich, kehrt zurück in die Vergangenheit und erlebt seine Kindheit. | Zeitlinie B: Der Held der Zeit ist erfolgreich, kehrt zurück in die Vergangenheit und erlebt seine Kindheit. | Zeitlinie B: Der Held der Zeit ist erfolgreich, kehrt zurück in die Vergangenheit und erlebt seine Kindheit. |  |  | Zeitlinie C: Der Held der Zeit ist erfolgreich, kehrt zurück in die Vergangenheit und die Zukunft findet ohne ihn statt. | Zeitlinie C: Der Held der Zeit ist erfolgreich, kehrt zurück in die Vergangenheit und die Zukunft findet ohne ihn statt. | Zeitlinie C: Der Held der Zeit ist erfolgreich, kehrt zurück in die Vergangenheit und die Zukunft findet ohne ihn statt. | Zeitlinie C: Der Held der Zeit ist erfolgreich, kehrt zurück in die Vergangenheit und die Zukunft findet ohne ihn statt. | Zeitlinie C: Der Held der Zeit ist erfolgreich, kehrt zurück in die Vergangenheit und die Zukunft findet ohne ihn statt. | Zeitlinie C: Der Held der Zeit ist erfolgreich, kehrt zurück in die Vergangenheit und die Zukunft findet ohne ihn statt. |  |  |  |  |  |  |  |  |  |  |  |  |  |  |  |  |  |  |  |  |
|  |  | A Link to the Past                                                                             | A Link to the Past                                                                             | A Link to the Past                                                                             | A Link to the Past                                                                             | A Link to the Past                                                                             | A Link to the Past                                                                             |  |  | Majora’s Mask                                                                                                | Majora’s Mask                                                                                                | Majora’s Mask                                                                                                | Majora’s Mask                                                                                                | Majora’s Mask                                                                                                | Majora’s Mask                                                                                                |  |  | The Wind Waker | The Wind Waker | The Wind Waker | The Wind Waker | The Wind Waker | The Wind Waker |  |  |  |  |  |  |  |  |  |  |  |  |  |  |  |  |  |  |  |  |
|  |  | A Link to the Past                                                                             | A Link to the Past                                                                             | A Link to the Past                                                                             | A Link to the Past                                                                             | A Link to the Past                                                                             | A Link to the Past                                                                             |  |  | Majora’s Mask                                                                                                | Majora’s Mask                                                                                                | Majora’s Mask                                                                                                | Majora’s Mask                                                                                                | Majora’s Mask                                                                                                | Majora’s Mask                                                                                                |  |  | The Wind Waker | The Wind Waker | The Wind Waker | The Wind Waker | The Wind Waker | The Wind Waker |  |  |  |  |  |  |  |  |  |  |  |  |  |  |  |  |  |  |  |  |
|  |  | Link’s Awakening                                                                               | Link’s Awakening                                                                               | Link’s Awakening                                                                               | Link’s Awakening                                                                               | Link’s Awakening                                                                               | Link’s Awakening                                                                               |  |  | Twilight Princess                                                                                            | Twilight Princess                                                                                            | Twilight Princess                                                                                            | Twilight Princess                                                                                            | Twilight Princess                                                                                            | Twilight Princess                                                                                            |  |  | Phantom Hourglass | Phantom Hourglass | Phantom Hourglass | Phantom Hourglass | Phantom Hourglass | Phantom Hourglass |  |  |  |  |  |  |  |  |  |  |  |  |  |  |  |  |  |  |  |  |
|  |  | Link’s Awakening                                                                               | Link’s Awakening                                                                               | Link’s Awakening                                                                               | Link’s Awakening                                                                               | Link’s Awakening                                                                               | Link’s Awakening                                                                               |  |  | Twilight Princess                                                                                            | Twilight Princess                                                                                            | Twilight Princess                                                                                            | Twilight Princess                                                                                            | Twilight Princess                                                                                            | Twilight Princess                                                                                            |  |  | Phantom Hourglass | Phantom Hourglass | Phantom Hourglass | Phantom Hourglass | Phantom Hourglass | Phantom Hourglass |  |  |  |  |  |  |  |  |  |  |  |  |  |  |  |  |  |  |  |  |
|  |  | Oracle of Ages/Seasons                                                                         | Oracle of Ages/Seasons                                                                         | Oracle of Ages/Seasons                                                                         | Oracle of Ages/Seasons                                                                         | Oracle of Ages/Seasons                                                                         | Oracle of Ages/Seasons                                                                         |  |  | Four Swords Adventures                                                                                       | Four Swords Adventures                                                                                       | Four Swords Adventures                                                                                       | Four Swords Adventures                                                                                       | Four Swords Adventures                                                                                       | Four Swords Adventures                                                                                       |  |  | Spirit Tracks | Spirit Tracks | Spirit Tracks | Spirit Tracks | Spirit Tracks | Spirit Tracks |  |  |  |  |  |  |  |  |  |  |  |  |  |  |  |  |  |  |  |  |
|  |  | Oracle of Ages/Seasons                                                                         | Oracle of Ages/Seasons                                                                         | Oracle of Ages/Seasons                                                                         | Oracle of Ages/Seasons                                                                         | Oracle of Ages/Seasons                                                                         | Oracle of Ages/Seasons                                                                         |  |  | Four Swords Adventures                                                                                       | Four Swords Adventures                                                                                       | Four Swords Adventures                                                                                       | Four Swords Adventures                                                                                       | Four Swords Adventures                                                                                       | Four Swords Adventures                                                                                       |  |  | Spirit Tracks | Spirit Tracks | Spirit Tracks | Spirit Tracks | Spirit Tracks | Spirit Tracks |  |  |  |  |  |  |  |  |  |  |  |  |  |  |  |  |  |  |  |  |
|  |  | A Link Between Worlds                                                                          |                                                                                                |                                                                                                |                                                                                                |                                                                                                |                                                                                                |  |  | | | | | | |  |  | | | | | | |  |  |  |  |  |  |  |  |  |  |  |  |  |  |  |  |  |  |  |  |
|  |  |                                                                                                |                                                                                                |                                                                                                |                                                                                                |                                                                                                |                                                                                                |  |  | | | | | | |  |  | | | | | | |  |  |  |  |  |  |  |  |  |  |  |  |  |  |  |  |  |  |  |  |
|  |  | Tri Force Heroes                                                                               |                                                                                                |                                                                                                |                                                                                                |                                                                                                |                                                                                                |  |  | | | | | | |  |  | | | | | | |  |  |  |  |  |  |  |  |  |  |  |  |  |  |  |  |  |  |  |  |
|  |  |                                                                                                |                                                                                                |                                                                                                |                                                                                                |                                                                                                |                                                                                                |  |  | | | | | | |  |  | | | | | | |  |  |  |  |  |  |  |  |  |  |  |  |  |  |  |  |  |  |  |  |
|  |  | Echoes of Wisdom                                                                               |                                                                                                |                                                                                                |                                                                                                |                                                                                                |                                                                                                |  |  | | | | | | |  |  | | | | | | |  |  |  |  |  |  |  |  |  |  |  |  |  |  |  |  |  |  |  |  |
|  |  |                                                                                                |                                                                                                |                                                                                                |                                                                                                |                                                                                                |                                                                                                |  |  | | | | | | |  |  | | | | | | |  |  |  |  |  |  |  |  |  |  |  |  |  |  |  |  |  |  |  |  |
|  |  | The Legend of Zelda                                                                            |                                                                                                |                                                                                                |                                                                                                |                                                                                                |                                                                                                |  |  | | | | | | |  |  | | | | | | |  |  |  |  |  |  |  |  |  |  |  |  |  |  |  |  |  |  |  |  |
|  |  |                                                                                                |                                                                                                |                                                                                                |                                                                                                |                                                                                                |                                                                                                |  |  | | | | | | |  |  | | | | | | |  |  |  |  |  |  |  |  |  |  |  |  |  |  |  |  |  |  |  |  |
|  |  | The Adventure of Link                                                                          |                                                                                                |                                                                                                |                                                                                                |                                                                                                |                                                                                                |  |  | | | | | | |  |  | | | | | | |  |  |  |  |  |  |  |  |  |  |  |  |  |  |  |  |  |  |  |  |
|  |  |                                                                                                |                                                                                                |                                                                                                |                                                                                                |                                                                                                |                                                                                                |  |  | | | | | | |  |  | | | | | | |  |  |  |  |  |  |  |  |  |  |  |  |  |  |  |  |  |  |  |  |
|  |  |                                                                                                |                                                                                                |                                                                                                |                                                                                                |                                                                                                |                                                                                                |  |  | | | | | | |  |  | | | | | | |  |  |  |  |  |  |  |  |  |  |  |  |  |  |  |  |  |  |  |  |
|  |  |                                                                                                |                                                                                                |                                                                                                |                                                                                                |                                                                                                |                                                                                                |  |  | Breath of the Wild                                                                                           | | | | | |  |  | | | | | | |  |  |  |  |  |  |  |  |  |  |  |  |  |  |  |  |  |  |  |  |
|  |  |                                                                                                |                                                                                                |                                                                                                |                                                                                                |                                                                                                |                                                                                                |  |  | | | | | | |  |  | | | | | | |  |  |  |  |  |  |  |  |  |  |  |  |  |  |  |  |  |  |  |  |
|  |  |                                                                                                |                                                                                                |                                                                                                |                                                                                                |                                                                                                |                                                                                                |  |  | Tears of the Kingdom                                                                                         | | | | | |  |  | | | | | | |  |  |  |  |  |  |  |  |  |  |  |  |  |  |  |  |  |  |  |  |

In den frühen 2000er Jahren veröffentlichte Nintendo of America eine Zeitlinie auf der offiziellen Website der Serie als eine der möglichen Interpretation der Ereignisse aus allen bis zu diesem Zeitpunkt veröffentlichten Einträgen, mit einem einzigen Protagonisten namens Link, dem „Helden der Zeit“ aus seinem ersten Abenteuer in Ocarina of Time. Es folgten Majora's Mask, A Link to the Past, Oracle of Seasons, Oracle of Ages, das Original The Legend of Zelda, Zelda II: The Adventure of Link und schließlich Link's Awakening.
Im Jahr 2011 enthüllte der Serienübersetzer Daniel Owsen, dass er und seine Kollegen bei Nintendo of America eine weitere vollständige Zeitleiste konzipierten und beabsichtigten, sie online verfügbar zu machen. Die japanischen Serienentwickler lehnten die Idee jedoch ab, damit die Platzierung jedes Spiels der Fantasie der Spieler überlassen blieb.

#### Ableger
Einige Ableger enthalten Zeitangaben, obwohl sie nicht Teil der Hauptreihe sind: BS Zeruda/Zelda no Densetsu: Inishie no Sekiban spielt laut dem Erzähler des Spiels sechs Jahre nach The Legend of Zelda: A Link to the Past während Link auf Reisen ist. Hyrule Warriors spielt unbestimmte Zeit nach The Legend of Zelda: Twilight Princess. Hyrule Warriors: Zeit der Verheerung spielt 100 Jahre vor The Legend of Zelda: Breath of the Wild in einer alternativen Zeitlinie.

## Vermarktung und Bezüge außerhalb der Serie

### Konsolen
Seit dem Nintendo 64 erschienen Konsolen von Nintendo in einer limitierten Zelda-Edition, zusammen mit den jeweiligen Zelda-Spielen.

### Spiele
- Der Protagonist Tingle des Spiels Freshly-Picked Tingle’s Rosy Rupeeland,[13] welches für Nintendo DS (in Europa) am 14. September 2007 erschienen ist,[14] hat seinen Ursprung in der Zelda-Reihe und nimmt parodistische Züge der Serie auf.
- Der Lightgun-Controller-Aufsatz für die Wii-Konsole, Wii Zapper, wird mit der Software Link’s Crossbow Training (deutsch: Links Armbrusttraining) ausgeliefert. Dieses Spiel basiert auf Twilight Princess. Der Spieler muss Schießübungen gegen unbewegte, bewegte und angreifende Ziele meistern.[15]

### Zelda-Uhr
Die LCD-Wristwatch wurde von Nelsonic im Jahre 1989 hergestellt. Dies war eine normale Armbanduhr, die ein Mini-Zelda-Spiel enthielt. Diese hatte allerdings keinen Erfolg und verschwand nach kurzer Zeit wieder.

### Referenzen in anderen Videospielen
- In Super Mario Bros. 3 gibt es die Magische Flöte. Sie spielt die gleiche Melodie wie die Flöte aus The Legend of Zelda und ruft wie diese einen Wirbelsturm herbei, der die Spielfigur an andere Orte der Landkarte trägt.
- In der Kampfspiel-Reihe Super Smash Bros. treten einige Charaktere aus The Legend of Zelda als spielbare Charaktere auf. Ferner sind manche Items und Kampfschauplätze aus Zeldaspielen entnommen beziehungsweise daran angelehnt.
- Link ist als Spielfigur in der GameCube-Version von Namcos Beat ’em up Soul Calibur II verfügbar.
- In Super Mario RPG kann der Spieler Link schlafend in einem Gasthaus vorfinden.
- In Donkey Kong Country 2 steht Link bei dem Aufrufen eines Heldenstatus-Menüs auf einem Podium. Im Nachfolger, Donkey Kong Country 3, wird Link in einem Dialog erwähnt.
- In World of Warcraft kann man einen Gnom mit Zipfelmütze namens Linken antreffen. Von diesem kann man auch Linkens Bumerang und Linkens Meisterschwert erhalten, zwei weitere Anspielungen auf regelmäßig in der Zelda-Reihe vorkommende Gegenstände, sowie mehrere Quests (z. B. das Verschieben eines Grabsteins, um an ein Item zu kommen, ähnlich A Link to the Past) mit weiteren bekannten Items (z. B. Bumerang, Schlüssel und Karte).
- In Mario & Luigi: Superstar Saga für GBA ist es möglich ein Item namens Triumphorce zu erhalten, welches eine goldene Farbe und eine dreieckige Form besitzt und somit wohl eine Anspielung auf das Triforce ist.
- In der WarioWare-Reihe gibt es Minispiele, die Szenen/Szenarien aus verschiedenen Zelda-Titeln nachspielen.
- In Final Fantasy 1 ist auf einem Grabstein „Hier ruht Link“ zu lesen.
- In Rayman 3: Hoodlum Havoc meint der Bösewicht André zu einer Fee: „Verschwinde Fee, Zelda braucht dich!“.
- In der Karte Defense of the Ancients für das Computerspiel Warcraft III gibt es ein Item mit Namen „Aghanim’s Scepter“. In The Legend of Zelda: A Link to the Past heißt der böse Zauberer, der Zelda gefangen hält, Agahnim. Ein weiteres Item in dieser Modifikation heißt „Linken’s Sphere“. Die Beschreibung des Items lautet: „This magical sphere once protected one of the most famous heroes in history.“ (aus dem Englischen übersetzt: „Diese magische Kugel beschützte einst einen der berühmtesten Helden der Geschichte“). In A Link to the Past schützt eine Kugel (englisch sphere) Link vor der Verwandlung in einen Hasen. Ebenfalls eine Anspielung auf The Legend of Zelda ist in der Beschreibung des Items „Magic Bottle“ versteckt. Als letzter Satz steht „Not recommended for fairy storage“, also zu Deutsch „Für Feenlagerung nicht geeignet“. Dies ist eine Anspielung darauf, dass in den Zelda-Spielen Feen in Flaschen aufbewahrt werden können.
- In League of Legends findet sich ein Gegenstand namens Stärke der Dreieinigkeit, englisch Trinity Force, welcher das Dreieck des Triforce nachahmt. Er wird aus drei Einzelgegenständen zusammengesetzt; zur Kombination wurde eine Zeitlang zudem eine symbolische Summe von 3 Gold benötigt.
- In Animal Crossing: Wild World (2005) sind bei der individuellen Raumausstattung Artefakte wie das Master-Schwert und das Triforce erwerbbar.
- In Animal Crossing: Let’s Go to the City (2008) ist ein Link-Kostüm erhältlich, bestehend aus Mütze und Outfit. Des Weiteren kann Majoras Maske aus dem titelgebenden Spiel erworben werden, sowie Midnas Kopfbedeckung aus The Legend of Zelda: Twilight Princess.
- In Magicka (2011) ist das Masterschwert, welches bei voller Lebensenergie einen Strahl arkaner Energie verschießt, erhältlich. Es wird dazu auch noch charakteristisch in einem Stein vorgefunden, wie es in vielen Zelda-Spielen der Fall ist.
- In Super Mario 3D Land (2011) hört man in Welt 5-2, in der vierten Kammer, beim Entzünden der Fackeln das bekannte Geräusch aus allen Zelda-Reihen (z. B. wie beim Türenöffnen oder Rätsellösen).
- In The Elder Scrolls V: Skyrim (2011) sagt der Begleiter Farkas in der englischen Version zum Spieler: „It's a secret to everybody“. Dieser Satz kommt in ähnlicher Weise in mehreren englischsprachigen Fassungen von Zelda-Spielen vor.
- In Doom & Destiny (2012) begegnen die Protagonisten Link, der „My fault. Wrong princess!“ sagt und geht.
- In Guild Wars 2 (2012) sind Amulette herstellbar, deren Itemsymbole und -beschreibungen an die einzelnen Aspekte des Triforce erinnern. Der „Rubinanhänger“[16] („Wahre Stärke kommt von innen“), der „Saphiranhänger“[17] („Unsere Weisheit kommt aus unserer Erfahrung, nicht aus dem Alter“) und der „Smaragdanhänger“[18] („Mut bedeutet, die eigenen Ängste zu erkennen“). Es gibt noch ein viertes Amulett, das sich aus diesen dreien schmieden lässt, der „Trischmiedeanhänger“ (englisch Triforge Pendant)[19]. Sein Beschreibungstext lautet „Wahre Größe erlangt, wer die Weisheit hat, zu wissen, was getan werden muss, den Mut, diese Reise anzutreten, und die Kraft, sie zu beenden. — Logan Thackeray“
- Im ersten Level der Sternenwelt von Super Mario 3D World (2013) muss man zwei Fackeln anzünden, um in eine Wolke zu kommen. Wenn man alle Platten aufdeckt entdeckt man Pixel-Link; es ertönt ein bekanntes Geräusch vieler Zelda-Spiele (das beim Erhalten von Items ertönt). Danach hört man einen Remix des TLoZ Main Theme. Außerdem hält Bowser die Feen des Feenlandes in Flaschen gefangen.
- In Animal Crossing: New Leaf (2013) kann man mithilfe der in Glückskeksen enthaltenen Glückszettel an Items aus dem Zelda-Universum kommen. Das sind u. a. diverse Masken, ein Link-Kostüm bestehend aus vier Teilen, das Triforce und das Masterschwert. Wenn man Gulliver am Strand hilft, kann sein, dass er von einem hilfsbereiten Jungen aus Unruhstadt spricht, was auf Link aus Majora’s Mask anspielt.
- In Terraria ist es möglich, ein Link-Kostüm herzustellen. Außerdem konnte man während des Halloween-Events ein Prinzessinen-Kostüm finden, das sehr an Zelda erinnert.
- In vielen Spielen der Kirby-Reihe besitzt Kirby eine Schwertfähigkeit. Er erhält Links Mütze und bei vollem Leben verschießt sein Schwert Laser.
- In Mario Kart 8 ist es möglich, mit Hilfe eines DLC, Link erstmals als Fahrer zu nutzen. Das DLC schaltet dabei auch einen Triforce-Cup frei, welcher eine Strecke im kompletten Hyrule-Design beinhaltet, sowie ein Motorrad, welches sich optisch an Epona orientiert. Ebenfalls ist es erstmals möglich, mit Hilfe der passenden amiibo-Figur, seinem Mii das Erscheinungsbild von Link zu verleihen. Dieses DLC, sowie in einem späteren Update weitere Breath-of-the-Wild-bezogene Inhalte sind im Re-Release Mario Kart 8 Deluxe bereits beinhaltet.

### The Legend of Zelda im Fernsehen
Es gibt eine 13-teilige Zeichentrick-Fernsehserie, die inhaltliche Elemente aus den ersten beiden Spielen aufgreift: Im Land Hyrule versucht der Hexenmeister Ganon, Besitzer des Triforce der Kraft, das Triforce der Weisheit an sich zu bringen. Ihm stellen sich Prinzessin Zelda und der junge Link in den Weg. Weitere Elemente, die aus den Spielen übernommen wurden, sind Links Schwert, das einen Energiestrahl abfeuern konnte und Ganons unterschiedliche Truppeneinheiten. Dagegen waren Links Begleiterin, eine kleine Fee, sowie die Charakterzüge von Link (stark selbstbewusst und immer auf einen Kuss der Prinzessin aus) und Zelda (hochmütig, eingebildet) in den Spiel-Vorlagen nicht vorhanden. Die Serie wurde im Rahmen der Super Mario Brothers Super Show 1989 erstmals in den USA ausgestrahlt. 2016 erschien die komplette Serie durch Pidax Film auf DVD.
Daneben gibt es vier Cameo-Auftritte von Link und Zelda in der Cartoon-Serie Captain N, in der sich auch andere Nintendohelden der 8-Bit-Ära ein Stelldichein geben.

### Manga
Im japanischen Verlag Shōgakukan erschienen mit Einwilligung von Nintendo in Japan seit dem Jahr 2000 insgesamt 20 Manga zur Spiel-Reihe The Legend of Zelda. Das Mangaka-Duo A. Honda und S. Nagano, das unter dem Pseudonym Akira Himekawa veröffentlicht, zeichnete die Manga. Thematisiert werden zehn Spiele der Reihe, zwei von ihnen werden in einer jeweils zweibändigen Serie zusammengefasst.
Im deutschsprachigen Raum wurden die Manga nach und nach von Tokyopop veröffentlicht. Im Jahr 2010 wurde der Manga Ocarina of Time im Rahmen der Frankfurter Buchmesse mit dem Sondermann-Preis ausgezeichnet.
- 2000 – The Legend of Zelda: Ocarina of Time (insgesamt zwei Bände)
- 2001 – The Legend of Zelda: Majora’s Mask
- 2001 – The Legend of Zelda: Oracle of Seasons
- 2002 – The Legend of Zelda: Oracle of Ages
- 2004/2005 – The Legend of Zelda: Four Swords (insgesamt zwei Bände, Manga zu The Legend of Zelda: Four Swords Adventures)
- 2005 – The Legend of Zelda: A Link to the Past
- 2006 – The Legend of Zelda: The Minish Cap
- 2009 – The Legend of Zelda: Phantom Hourglass
- 2011 – The Legend of Zelda: Skyward Sword (Teil des Buchs Hyrule Historia)
- 2016–2022 - The Legend of Zelda: Twilight Princess (11 Bände)

Zusätzlich erschien vom Mangaka Shotaro Ishinomori eine eigene Manga-Adaption des Spiels The Legend of Zelda: A Link to the Past, welche ebenfalls von Tokyopop auf Deutsch veröffentlicht wurde.
Vorher erschienen in Japan bereits mehrere Manga von dem Mangaka Ataru Cagiva, welche jedoch nicht außerhalb Japans erschienen sind:
- 1994 – Zeruda/Zelda no Densetsu: Yume o Miru Shima (auf Deutsch etwa Die Legende von Zelda: Die erträumte Insel, der Japanische Name von The Legend of Zelda: Link’s Awakening) in zwei Bänden
- 1995–1996 – Zeruda/Zelda no Densetsu: Kamigami no Triforce (Die Legende von Zelda: Triforce der Götter, der japanische Name von The Legend of Zelda: A Link to the Past) in drei Bänden

## Trivia
- Bis heute liegt Ocarina of Time mit einem Metascore von 99 von 100 Punkten auf Platz 1 der Liste der Best Video Games of All Time.[23] Weitere Titel der Reihe sind ebenfalls in der Liste enthalten.
- Namensgeberin der Prinzessin ist Zelda Sayre Fitzgerald, die Frau des amerikanischen Schriftstellers F. Scott Fitzgerald. Shigeru Miyamoto, der fast alle Titel der Reihe produzierte, wählte den Namen seines Klangs wegen.[24]
- Robin Williams benannte seine Tochter Zelda Williams nach der weiblichen Hauptfigur der Videospielreihe.[25]
- Takashi Tezuka entwarf die Geschichte und ließ sich stark von Tolkiens Der Herr der Ringe inspirieren.[26]
- Im März 2008 war auf der Internetseite IGN der Trailer zu einem Zelda-Film zu sehen, der am 1. April 2009 in die Kinos kommen sollte. Später stellte sich dieser Trailer als Aprilscherz heraus.[27]
- Link ist in allen Teilen der Serie, wie sein Schöpfer Miyamoto auch, Linkshänder, außer in der Wii-Version von Twilight Princess und Skyward Sword, da diese Titel mit Bewegungssteuerung arbeiten, sowie in der Master-Quest-Variante von Ocarina of Time 3D, da dort die ganze Welt gespiegelt ist. Ebenso ist Link Rechtshänder in Breath of the Wild und in Tears of the Kingdom.
- Der WWE-Wrestler Cody Rhodes trägt Stiefel mit einem Triforce-Logo.[28]
- The Legend of Zelda: A Link to the Past gilt als eines der schwersten, am stärksten optimierten Speedrunning-Spiele mit einem derzeitigen Weltrekord von 1 Stunde, 23 Minuten und 3 Sekunden (Stand: Februar 2021, Hauptkategorie “No Major Glitches”).[29]